# Jeroni Bernich
Jeroni Bernich va ser un escolà i organista actiu entre finals del segle XVIII i la primera meitat del segle XIX. Va destacar pel seu paper en el context musical i litúrgic de Catalunya, especialment a Olot i Barcelona, en un període marcat per les tensions bèl·liques i canvis econòmics. Bernich va viure en un moment de transició a Catalunya, durant la Guerra Gran (1793-1795) i la Guerra del Francès (1808-1814).

## Trajectòria
Bernich es va formar sota la tutela d’Ignasi Parella Basanyas, mestre de capella de l’església de Sant Esteve d’Olot. L’any 1826, va assumir el paper d’entonador i escolà major, substituint el seu mentor. La capella d’Olot, en aquest període, comptava amb destacats músics i cantors, com Josep Aubert i Simonet.
Després d’acabar els seus estudis d’orgue a Barcelona, on va ser elegit cantor de la catedral l’any 1828. Aquest càrrec reflecteix el reconeixement al seu talent musical.
Bernich és recordat com una figura activa en la transició de la música sacra catalana, que s'estava modernitzant a mitjan segle XIX. Va contribuir a mantenir viu l’ofici musical durant un període de canvi social i cultural.